# Pomnik Jana Pawła II we Wrześni
Pomnik Jana Pawła II we Wrześni – pomnik znajdujący się we Wrześni, na placu obok kościoła farnego Wniebowzięcia Najświętszej Maryi Panny i św. Stanisława Biskupa Męczennika przy ulicy Jana Pawła II. Został zaprojektowany przez warszawską rzeźbiarkę Iwonę Jesiotr-Krupińską i przedstawia Jana Pawła II w ostatnich latach życia przechodzącego przez Święte Wrota z okazji rozpoczęcia Roku Jubileuszowego 2000. Jego odsłonięcie nastąpiło 21 maja 2009.

## Lokalizacja i forma pomnika
Pomnik został umieszczony na placu przy kościele farnym we Wrześni, na skrzyżowaniu ulic Rzecznej i Jana Pawła II. Rzeźba została wykonana z marmuru, natomiast brama z szarego betonu. Forma przedstawia postać Jana Pawła II w ostatnich latach życia przechodzącego przez wrota symbolizujące Bramę Trzeciego Tysiąclecia. Zostały na niej wypisane cytaty z homilii papieskich, które towarzyszą płaskorzeźbie przedstawiającej Dzieci Wrzesińskie. W 2005 powołano Społeczny Komitet Budowy pomnika oraz komisję konkursową, która w porozumieniu z mieszkańcami miasta wybrała najlepszy projekt pomnika. Jego autorem jest warszawska rzeźbiarka Iwona Jesiotr-Krupińska, której inspiracją były słowa papieża na temat dzieci wypowiedziane podczas III Światowego Spotkania Rodzin w bazylice Świętego Piotra w 2009 „Dzieci są nadzieją, która rozkwita wciąż na nowo, projektem, który nieustannie się urzeczywistnia, przyszłością, która pozostaje zawsze otwarta. Są owocem miłości małżeńskiej, która dzięki nim odżywa i umacnia się. Przychodząc na świat przynoszą z sobą orędzie, które wskazuje na pierwszego twórcę życia”. Arcybiskup Henryk Muszyński zdecydował się objąć przedsięwzięcie Honorowym Patronatem.
Pomnik powstał ze środków społecznych, a projekt został wybrany w porozumieniu z mieszkańcami. Powstający przez cztery lata pomnik kosztował około 400 tys. zł.

## Uroczystość odsłonięcia
Uroczyste odsłonięcie pomnika miało miejsce 21 maja 2009.
Ceremonia rozpoczęła się mszą świętą w kościele farnym we Wrześni. Po mszy przedstawiciele władz samorządowych, delegacje stowarzyszeń i organizacji społeczno-kulturalnych zebrali się przed pomnikiem. Symbolicznego przecięcia biało-czerwonej wstęgi i odsłonięcia pomnika dokonał Piotr Kownacki - minister w Kancelarii Prezydenta RP. Poświęcenia monumentu dokonał arcybiskup gnieźnieński Henryk Muszyński.
Szef Kancelarii Prezydenta RP Piotr Kownacki odczytał wtedy list od Lecha Kaczyńskiego:
Jestem przekonany, że jego słowa i gesty zachowują aktualność. Jako rodacy Ojca Świętego w sposób szczególny musimy pamiętać i stale powracać do przesłania, które nam pozostawił. Niech ten wspaniały pomnik stanie się wymownym znakiem, naszej pamięci i wierności mieszkańców Wrześni wobec kazań papieża Polaka.
Po poświęceniu pomnika przez metropolitę gnieźnieńskiego mieszkańcy odśpiewali „Barkę”.

## Galeria

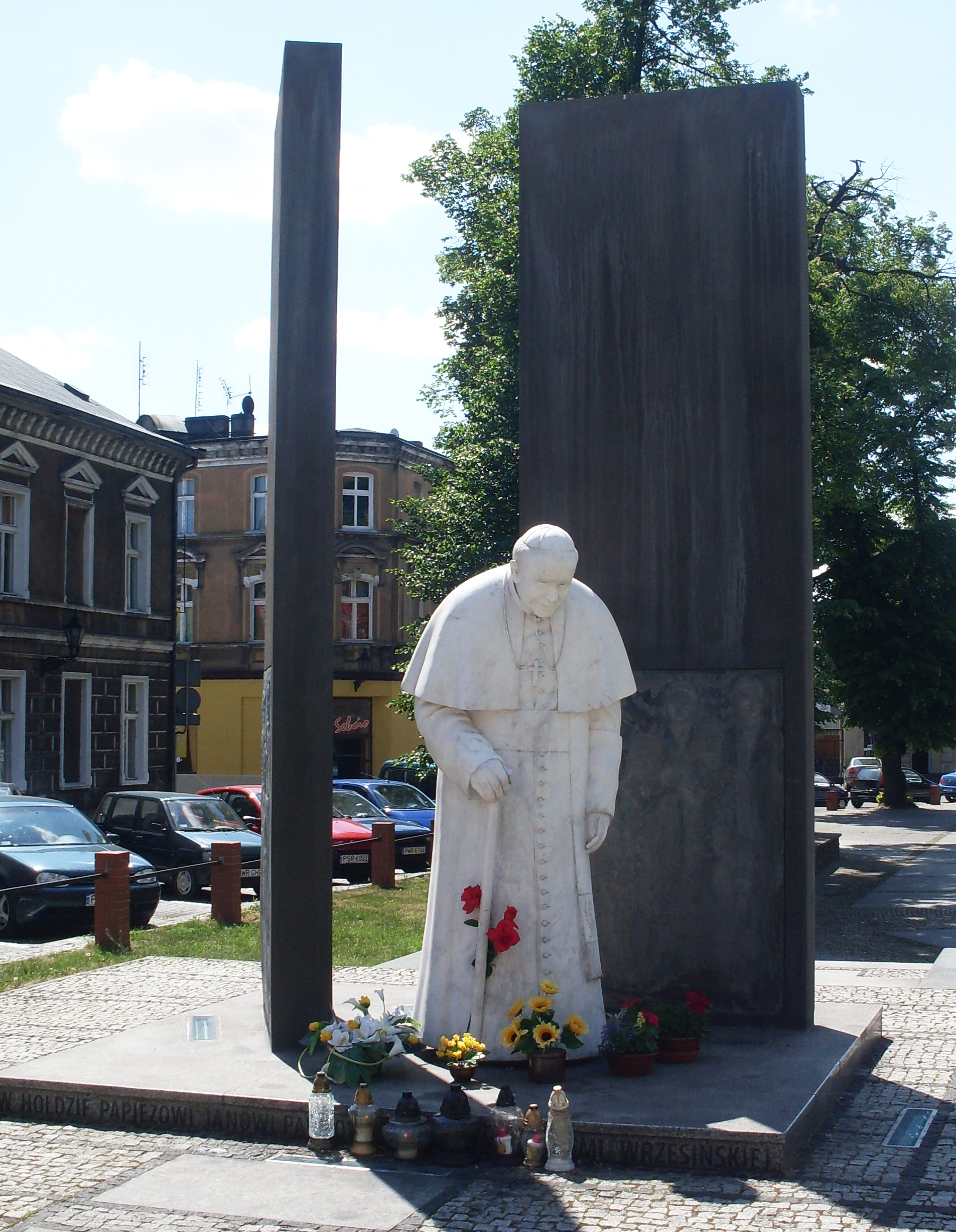
Pomnik Jana Pawła II we Wrześni
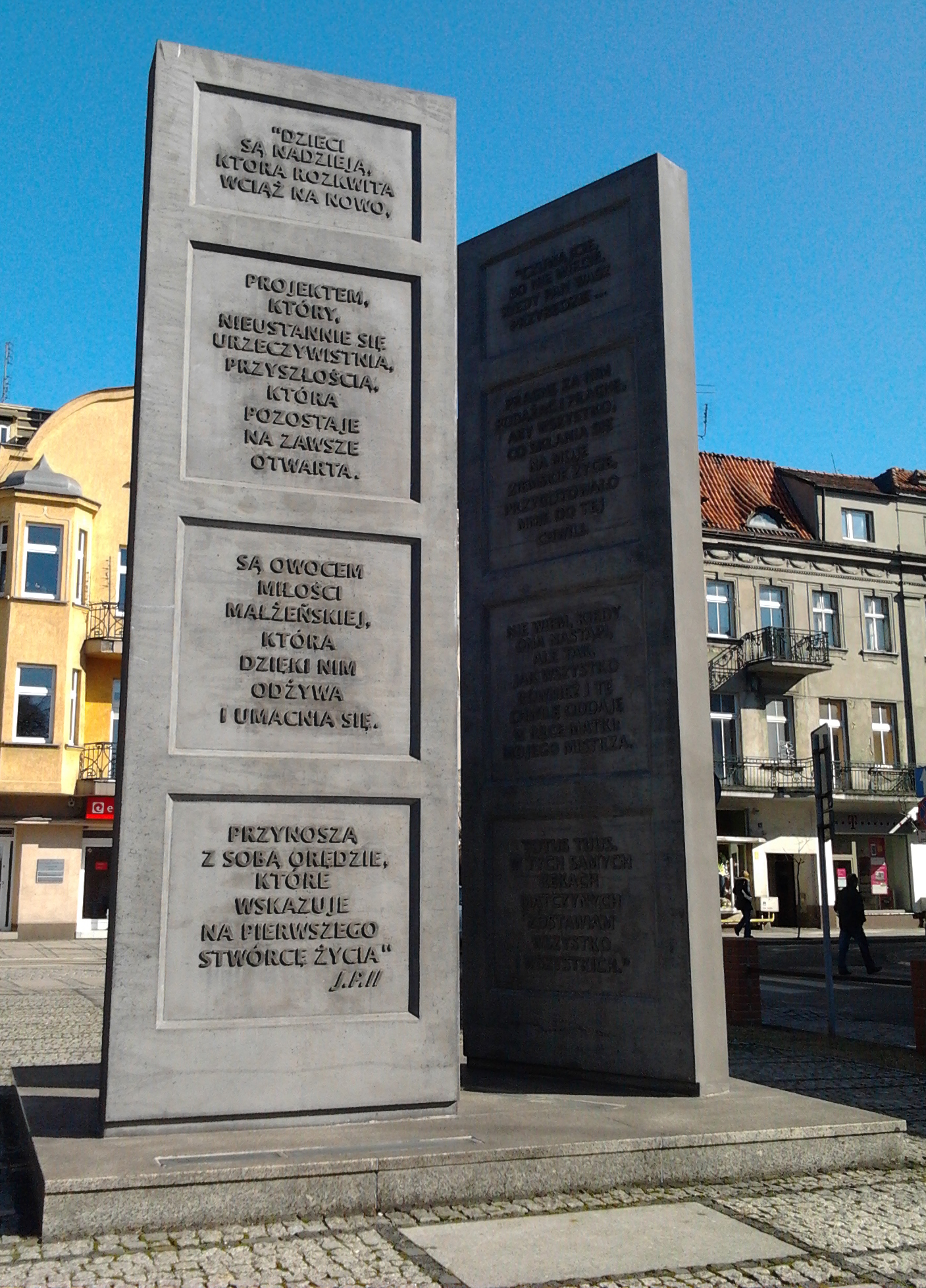
Cytaty homilii papieskich na pomniku
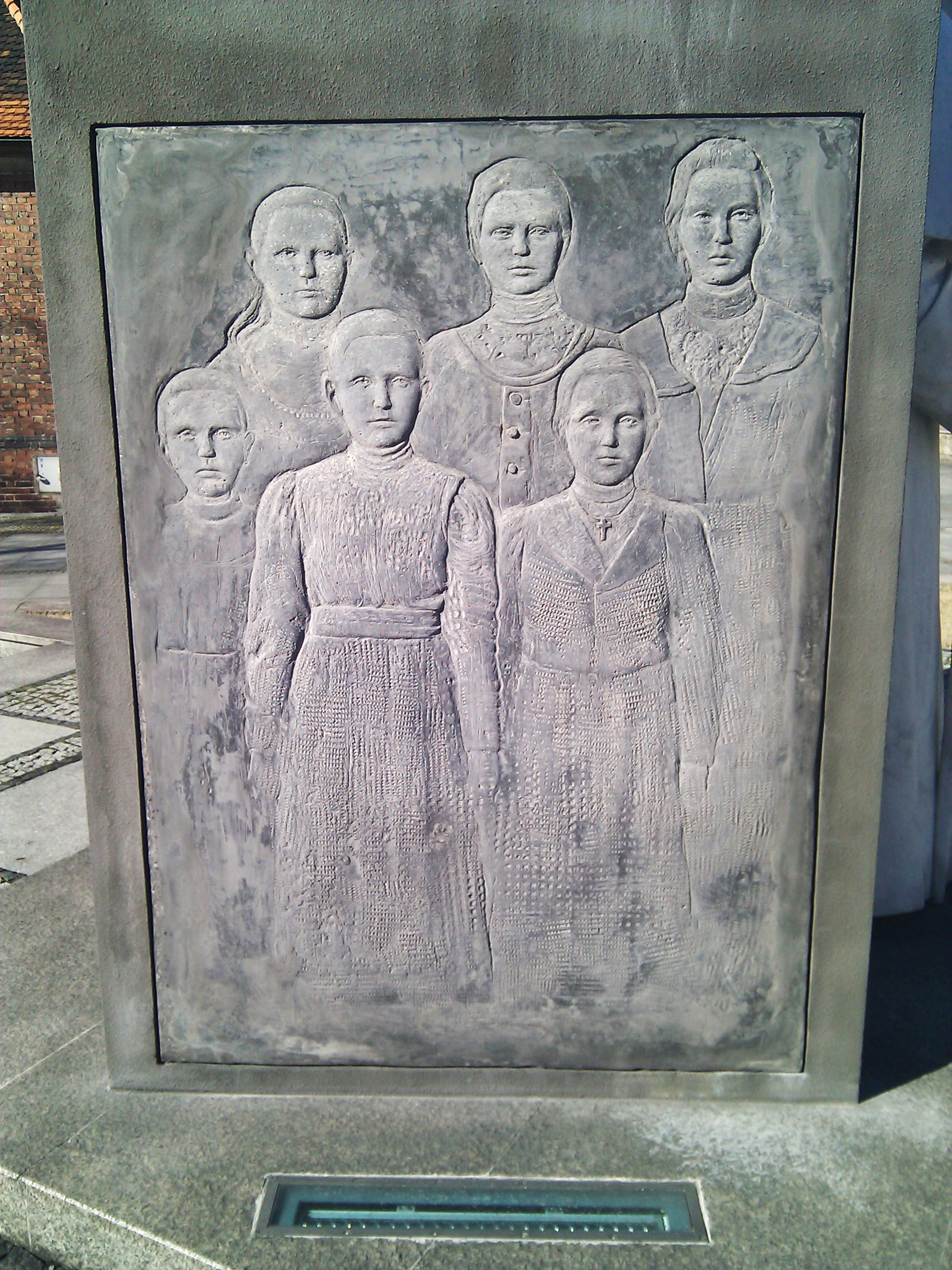
Wizerunek Dzieci Wrzesińskich

## Inne pomniki we Wrześni upamiętniające strajk dzieci wrzesińskich
- Pomnik Dzieci Wrzesińskich
- Pomnik Marii Konopnickiej
- Ławeczka Bronisławy Śmidowiczówny